# Unterhaltungssoftware Selbstkontrolle

Logo USK

Unterhaltungssoftware Selbstkontrolle (USK) – niemiecka organizacja utworzona przez dystrybutorów gier komputerowych i innego rodzaju oprogramowania służącego rozrywce. Organizacja ta zajmuje się oceną tego oprogramowania pod kątem jego bezpieczeństwa dla dzieci i młodzieży, według stworzonego przez siebie systemu, złożonego z 5 stopni.

## Oceny
System ocen USK wygląda następująco:
| Oznaczenie | Opis           |
| ---------- | -------------- |
|            | Dla wszystkich |
|            | Od lat 6       |
|            | Od lat 12      |
|            | Od lat 16      |
|            | Od lat 18      |

Oprócz tego USK może odmówić przyznania jakiegokolwiek stopnia w swojej skali i wpisać grę na czarną listę, ze względu na to, że oprogramowanie zawiera elementy zabronione przez niemieckie prawo.

## Sposób działania systemu
USK jest umocowany prawnie w niemieckiej ustawie o grach komputerowych. Ustawa ta zakazuje dystrybucji jakichkolwiek gier, które nie otrzymały oceny w skali tej instytucji, lub którym ta instytucja odmówiła przyznania jakiegokolwiek stopnia. Przykładem jest Manhunt czy Gears of War. Ustawa nakłada na dystrybutorów obowiązek zakazu sprzedaży gier oznakowanych przez USK czerwonym znakiem (dozwolone od 18 lat) małoletnim – kupujący musi pokazać dokument tożsamości. USK dodatkowo automatycznie daje ocenę 18+ grom, w których występuje symbol swastyki (dostępny jedynie dla danych historycznych) i to niezależnie od innych wartości występujących w grach komputerowych oraz znaczenia swastyki w nich. Producenci najnowszych gier właśnie z tego powodu cenzurują specjalnie dla Niemiec ten symbol w grach wojennych wykorzystujących go, przedstawiając go w postaci konturu Krzyża Rycerskiego lub zwyczajnego symetrycznego krzyża, mimo że powszechnie w Europie swastyka III Rzeszy jest dozwolona także w grach, jeżeli nie jest propagandą popierającą nazizm.
USK według niemieckiego prawa może także negocjować z producentami zawartość gier. Jeśli producent zgodzi się ocenzurować swój produkt sprzedawany na rynku niemieckim, może to uchronić grę przed wpisaniem jej na czarną listę. Przykładem jest Grand Theft Auto od części trzeciej wzwyż, w którym np. usuwa się możliwość odstrzeliwania głów, pewne bronie oraz ich specjalny wpływ na postacie, zmniejszono przelewaną ilość krwi, niemożliwe jest wykonywanie pewnych misji.